# Illevioni

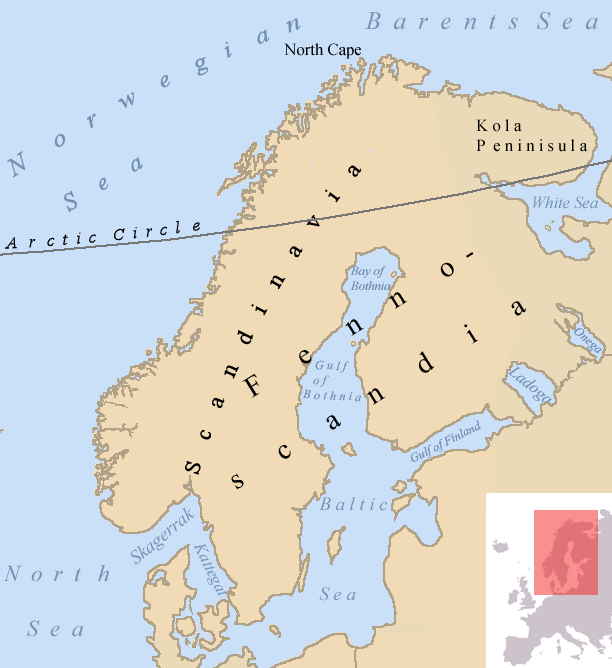
Scandinavia

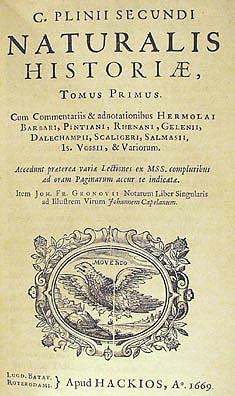
Copertina di un'edizione del 1669 del Naturalis Historia di Plinio

Gli Illevioni furono un antico popolo che occupò un'isola chiamata Scatinavia nel I secolo a.C., secondo quanto dice il geografo romano Plinio nel Naturalis historia (Libro 4, Capitolo 27), scritto attorno al 77 d.C. Si crede che la Scatinavia di Plinio sia equivalente alla penisola scandinava, che nel I secolo non era ancora stata completamente esplorata dai Romani, e veniva quindi descritta come isola. Plinio disse che si trattava di un'isola "di dimensione quantomeno incerta". Gli Illevioni vissero nell'unica parte conosciuta dell'isola e, secondo Plinio, parlavano dei loro 500 villaggi come di un mondo separato (alterum).

## Etnonimo
Dal momento che gli Illevioni appaiono solo nei lavori di Plinio, sono stati fatti numerosi tentativi per collegare questo popolo ad altre tribù citate in altri testi classici, ed a diverse etnie dell'era moderna. Un'ipotesi avanzata da alcuni studiosi a cavallo tra il XIX ed il XX secolo sostiene che Illevioni sia una derivazione della frase ille e (S)uiones, ma questo approccio richiede una modifica del testo originale. Altri riferimenti ad errori di trascrizione vennero usati da studiosi di inizio XX secolo per sostenere che gli Illevioni non siano altro che i Leuonoi citati da Tolomeo o i Suiones di cui parlava Tacito..
Un'altra idea è che gli Illevioni fossero un'antica popolazione di Halland in Svezia. Questa ipotesi si basa su una discussione riguardo a una radice comune dei due nomi e all'ipotesi che il nome della tribù si sia mantenuto nel nome della provincia. In questo caso gli Illevioni sarebbero gli Hallin della Scandza, citati da Giordane. Il termine Hilleviones può essere diviso in Hill-eviones, dove -eviones avrebbe la stessa etimologia di Avioni. Il prefisso Hil- o Hal- rappresenterebbe il nome del popolo. Altri studiosi propongono una connessione con gli Elveconi della costa meridionale del Baltico.
La mossa di equiparare gli Illevioni di Plinio, i Suiones di Tacito ed i Suehans di Giordane fu un tentativo avanzato nel XVII secolo dai Rudbeckiani della Scuola Iperboreana Svedese, secondo i quali la Svezia era non solo la patria dei Goti, ma anche la culla dell'umanità. Al centro di questo movimento c'era un professore della Università di Uppsala, Olaus Rudbeck (1630-1702), il cui lavoro è descritto da Lundgreen-Nielsen della Università di Copenaghen in questo modo: "Per mezzo di etimologie fantasiose e per coincidenze forzate di fatti storici e scientifici, Olaus Rudbeck mostrò che la Svezia fu la culla dell'umanità e della prima civiltà, identificabile con il continente perduto di Atlantide citato da Platone. Considerò la lingua svedese la madre di tutte le lingue e vide le mitologie greca e romana come versioni distorte dei proto-miti svedesi". Gli sforzi sostenuti per costruire una lunga, gloriosa storia per la Svezia divenne un obbiettivo politico durante la guerra dei trent'anni, culminando nell'espansionismo svedese.

## Storia

### Descrizione di Plinio
Lungo la strada che portava in Scatinavia, come descritto da Plinio, si trovavano isole abitate da persone che si dice avessero "orecchie talmente grandi da coprire il resto del corpo, altrimenti nudo". Plinio scrisse anche che sulle isole vicine, "gli esseri umani nascevano con piedi di cavallo". Abbandonando queste terre inospitali, un viaggiatore entrerebbe nella terra degli Ingaevones in Germania dove, sempre secondo Plinio, si iniziano ad avere informazioni più affidabili. In questo territorio più familiare si trova una catena montuosa chiamata Saevo, che occupa tutto il promontorio chiamato Cimbri (Cimbrorum), che termina in una baia chiamata Codanus. È qui, in questo golfo, che si trova l'isola nota come Scatinavia.
La parte che cita gli Illevioni è breve:
(Bostock)
In un altro capitolo del Naturalis historia Plinio cita alcune isole chiamate Scandiae (Libro 4, Capitolo 104) di cui però non cita la posizione geografica, ma che vengono generalmente considerate come parte della regione scandinava.

### Le tribù scandinave in altre fonti
Tutti i geografi classici che scrissero riguardo a questa regione nei primi sei secoli, citarono diverse tribù come abitanti della "principale" isola scandinava. Poco prima di Plinio, Pomponio Mela scrisse qualcosa riguardo alla Codannovia (che si suppone sia la Scandinavia) in cui si poteva trovare una tribù chiamata Teutoni. Nel De origine et situ Germanorum scritto da Tacito attorno al 98 d.C., la tribù chiamata Sitoni e quella chiamata Sueoni sono citate tra gli abitanti delle terre vicine. I Sueoni vengono descritti come abitanti "nel mare", che di solito viene interpretato come "su un'isola". La zona descritta da Tacito è stata a volte considerata equivalente alla Scatinavia di Plinio, nonostante altre varianti del nome usato da Tacito, Scandiae e Scandinavia, non si riferiscano alla stessa regione.
Nel II secolo Tolomeo cita quattro isole di Skandiai nel suo Geografia. Sull'isola più grande, Skandia, si possono trovare sette distinte tribù, tra cui i Geati (Goutai) ed i Daucioni, ma nessuna delle sette si ritrova tra gli scritti di due geografi che, prima di Plinio, avevano abitato sull'isola.
Alcuni studiosi del XX secolo, tra cui l'etimologo statunitense Kemp Malone (1889—1971), hanno sostenuto che la ragione delle differenze tra Plinio, Tacito e Tolomeo riguardo ai nomi delle tribù risiede nel fatto che i loro "informatori" provenivano da regioni diverse, esperti solo della zona scandinava che avevano abitato: "Il nome Scadinavia (con le sue varianti) raggiunse il mondo classico tramite fonti occidentali, e [...] Tacito, le cui informazioni sul nord vennero da est, non conosce nulla dei nomi, a differenza di Plinio che ottenne le informazioni da ovest". Malone sostenne che Tolomeo si basò su fonti occidentali per parlare di Skandia e tribù scandinave, e fu anche il motivo per cui Tolomeo non citò i Sueoni o gli "Swedes" tra le tribù della Skandia, ma li localizzò sulla costa sud-orientale del Baltico.
Nel VI secolo Giordane scrisse che tra le numerose tribù che popolavano l'isola di Scandza si trovavano i Suehans e gli Hallins. Ma all'inizio del IX secolo il nome Suehans venne usato per indicare gli svedesi nonostante, secondo lo studioso James Boykin Rives, "è molto difficile valutare il grado di continuità etnica qui, dal momento era usanza tra i Carolingi e tra altri popoli precedenti assegnare nomi antichi a popoli nuovi".